# Pittosporum silamense
Pittosporum silamense är en tvåhjärtbladig växtart som beskrevs av J.B. Sugau. Pittosporum silamense ingår i släktet Pittosporum och familjen Pittosporaceae. Inga underarter finns listade.